# Javiera Contador
Javiera Contador (sinh ngày 17 tháng 6 năm 1974 in Santiago) là diễn viên, dẫn chương trình và diễn viên hài người Chile. Bà đóng vai nhân vâth Quena Gómez de Larraín trong phim truyền hình Casado con Hijos.
Bà học diễn xuất tại Pontificia Universidad Católica de Chile (Đại học Công giáo Chile). Bà lần đầu đóng nhân vật chính trong bộ phim thể loại telenovela "Loca Piel". Bà cũng tham gia dẫn chương trình "Si se la Puede Gana", "La Ruta del Nilo" (2005), "La Ruta de Oceanía" (2006). Hiện tại, Contador cùng Jose Miguel Viñuela dẫn chương trình Mucho Gusto.
Trong những năm 90 của thế kỉ XX, Contador là một thành viên tích cực của Đoàn Thanh niên Cộng sản Chile và Liên đoàn Học sinh Trung học (FESES).

## Các bộ phim
- Sangre eterna (2002)
- Smog (2000)
- El entusiasmo (1998) - Isabel (voice)
- Chile Puede (2008) - Ana María
- Escorbo (2009)
- Sal (2011)- María

## Truyền hình

### Phim thể loạitelenovela
- La Reina de Franklin (2018) - Yolanda "Yoli" Garrido
- Sol y Viento (2003) - Maria Sanchez
- Sabor a Ti (Canal 13) (2000) - Antonia Sarmiento
- Fuera de Control (Canal 13) (1999) - Valentina Cervantes
- Amándote (Canal 13) (1998) - Paulina Valdés
- Loca piel (TVN) (1996) - Verónica Alfaro

### Series truyền hình
- Experimento Wayapolis(TVN 2009) - Tia Popi(Algunos Capitulos)
- Casado con Hijos (MEGA) (2006–2008) - Quena Gómez de Larraín
- La Otra Cara del Espejo (MEGA) (2006)
- Viva el Teatro (Canal 13) (2005)
- Tiempofinal (TVN)
- Más Que Amigos (Canal 13) (2002) - Claudia
- A la Suerte de la Olla (Canal 13) (2001) - La Pato

### Chương trình truyền hình
- Video Loco (Canal 13) (2000–2001)
- La Ruta de Oceanía (TVN) (2006)
- La Ruta del Nilo (TVN) (2005)
- Conquistadores del Fin del Mundo (2003)
- El Show de Pepito TV (Canal 13) (2001) - Pindi/Various
- Cielo X (Vía X) (1995–1996)
- Si se La puede Gana (Canal 13)
- La Liga 2° Temp. (Mega) (2008)
- Mucho Gusto (Mega) (2009–2013)
- La Muralla Infernal (Mega) (2009)
- La Liga 3° Temp. (Mega) (2009)
- Desfachatados (Mega) (2013)
- Buenos días a todos (TVN) (2013–nay)

## Kịch
- Tristán e Isolda
- Habitación 777
- Chile fertil provincia
- El virus
- ¿Quién dijo que los hombres no sirven para nada?
- Brujas (director)
- Tape
- Entiéndemetuamí (director)
- Te Amo y Te Odio Por Completo (director)